# Daniel Opare
Daniel Opare, född 18 oktober 1990 i Accra, är en ghanansk fotbollsspelare som spelar högerback i belgiska Royal Antwerp. Han spelar också i Ghanas a-landslag. Opare blev utnämnd till turneringens bästa back 2007 i Världsmästerskapen för 17-åriga pojkar.
Han köptes av Real Madrid vintern 2008, men fick inte börja spela förrän sommaren 2008. Sommaren 2010 såldes han till Standard Liège.